# Carl Hildebrand von Canstein

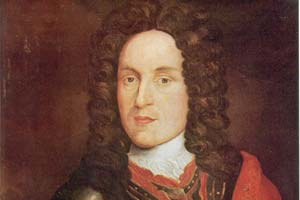
Carl Hildebrand von Canstein

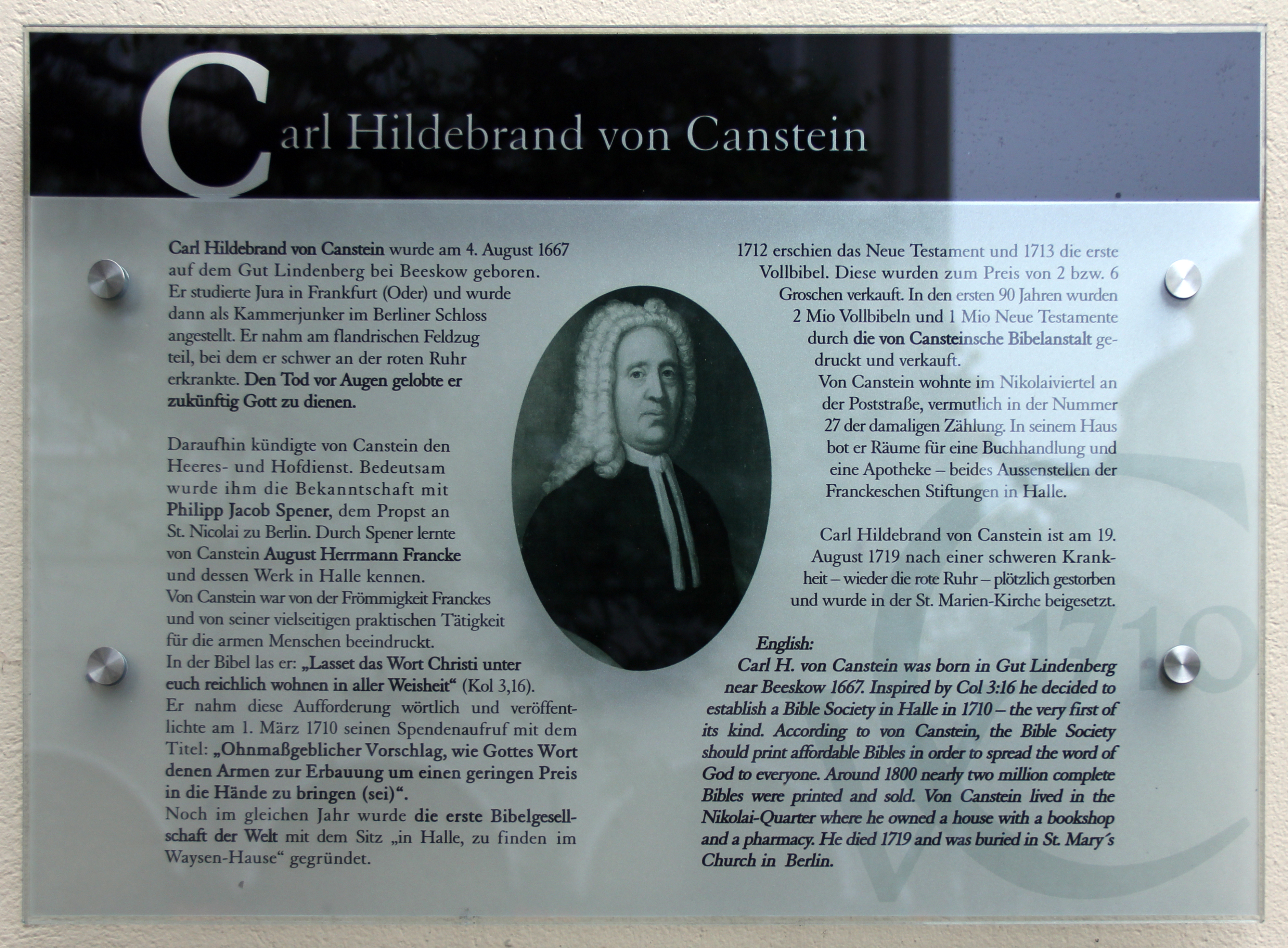
Gedenktafel am Haus, Poststraße 25, in Berlin-Mitte

Freiherr Carl Hildebrand von Canstein (* 4. August 1667 in Lindenberg; † 19. August 1719 in Berlin) war brandenburgischer Hofbeamter und Stifter der Cansteinschen Bibelanstalt, der ältesten Bibelgesellschaft der Welt.

## Leben
Carl Hildebrand wurde als Sohn des Hofkammerpräsidenten Raban von Canstein und dessen Frau Hedwig, geb. von Kracht, geboren. Seit Januar 1684 studierte er an der Viadrina in Frankfurt (Oder) und disputierte hier 1685 unter seinem juristischen Lehrer Samuel Stryk über die Geltung des römischen Rechts an deutschen Gerichten.
Nach einer anschließenden zweijährigen Grand Tour durch Holland, England, Frankreich, Italien und Österreich wurde Carl Hildebrand 1688 nach dem Tod des Kurfürsten Friedrich Wilhelm von Brandenburg, besser bekannt als Großer Kurfürst, nach Berlin zurückgerufen. Dort schlug er zunächst die Laufbahn eines Hofbeamten ein. Den Hofdienst ablehnend, wurde er später Soldat und 1692 als Offizier nach Flandern geschickt (Pfälzischer Erbfolgekrieg), wo er an der Amöbenruhr erkrankte. Auf dem Krankenbett gelobte er, sein Leben der Verbreitung der Heiligen Schrift zu widmen, wenn er überlebe.
Nach seiner Genesung lernte Carl Hildebrand 1694 den großen Theologen und Vordenker des Pietismus, Philipp Jakob Spener kennen, dessen finanzieller Förderer er wurde. Die Diskussionen mit Spener bestimmten sein theologisches Weltbild. Über Spener lernte Carl Hildebrand später auch August Hermann Francke kennen, dessen Freund er wurde (Ihr umfangreicher Briefwechsel ist in Buchform veröffentlicht). Francke baute in Halle an der Saale ein diakonisches Zentrum auf, die später so genannten Franckesche Stiftungen zu Halle.
In der Zeit von 1703 bis 1718 war Carl Hildebrand Besitzer des Dahlwitzer Gutes und damit Kirchenpatron.
Von Francke inspiriert beschloss Carl Hildebrand, sein Vermögen für den Aufbau einer Bibelgesellschaft in Halle zu verwenden. Die 1710 gegründete Bibelanstalt ist die älteste Bibelanstalt der Welt und trägt bis heute den Namen Cansteinsche Bibelanstalt. Ziel war es, Bibeln als „Massendruck“ möglichst preiswert herstellen zu können (siehe auch „Stehender Satz“), um das Studium der Heiligen Schrift in deutscher Sprache auch weniger wohlhabenden Menschen zu ermöglichen. So kostete das Neue Testament 2 Groschen (ca. 1 Euro), eine Gesamtausgabe war schon für 6 Groschen (ca. 3 Euro) zu haben – ein buchhändlerischer Gewinn wurde nicht erzielt. Zu Lebzeiten Carl Hildebrands wurden zusammen 180.000 Bibeln und Neue Testamente gedruckt und verbreitet, bis 1800 stieg diese Zahl auf 2,7 Millionen Exemplare.
Carl Hildebrand heiratete im Jahr 1707 Bartha Sophia von Krosigk (1665–1718), eine Tochter von Ludolf Lorenz von Krosigk und ehemalige Stiftsdame in Minden. Er starb am 17. August 1719 und wurde in der Marienkirche in Berlin am Alexanderplatz beigesetzt, wo heute eine Gedenktafel an ihn erinnert. Da seine Ehe kinderlos blieb, vermachte er sein nicht unbeträchtliches Vermögen, seine märkischen und brandenburgischen Güter sowie seinen Anteil an Herrschaft und Schloss Canstein im Sauerland seiner Stiftung.

## Werke (Auswahl)

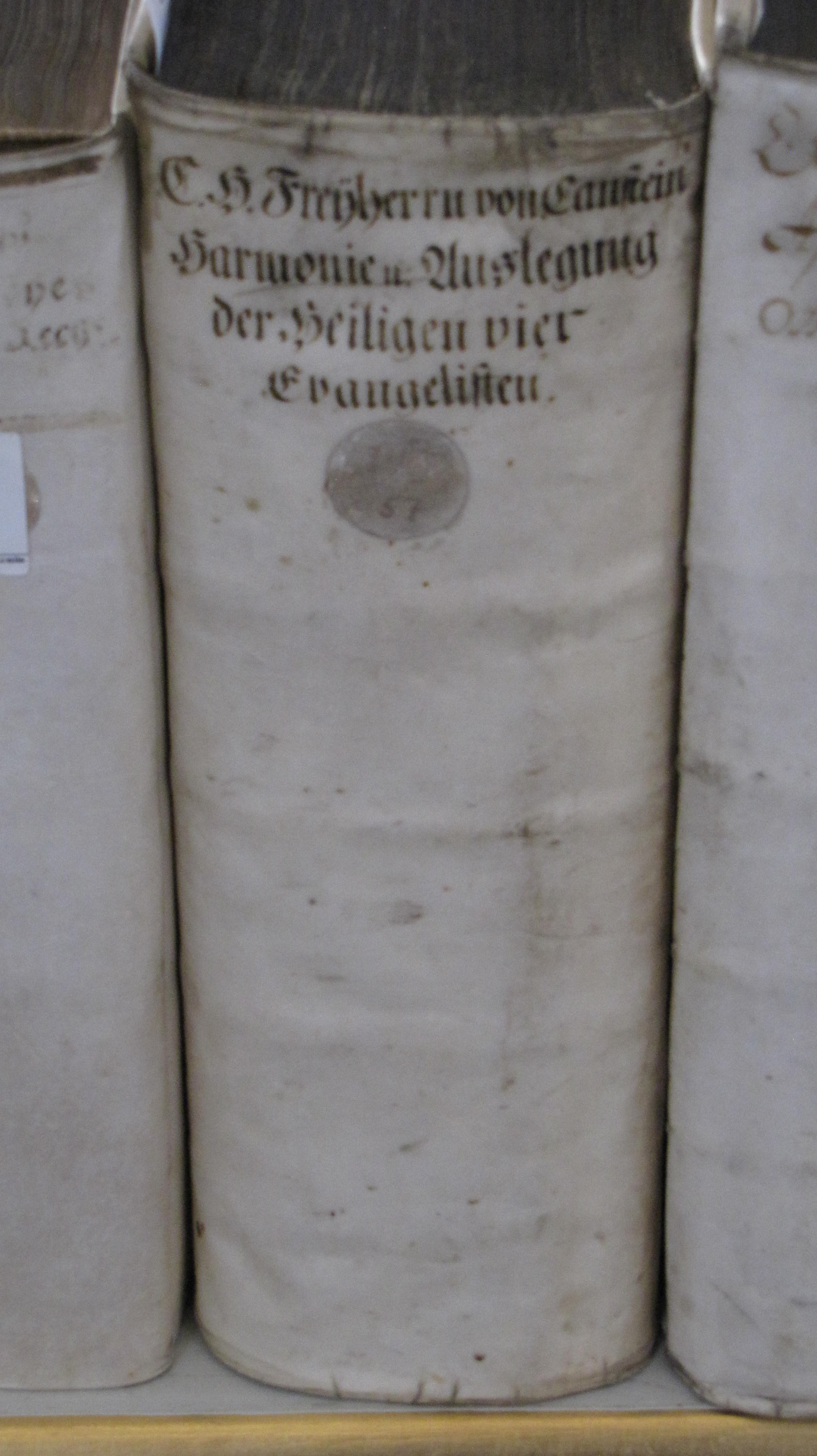
Harmonie und Auslegung der heiligen vier Evangelisten in der Herzogin Anna Amalia Bibliothek

- Ohnmaßgeblicher Vorschlag, wie Gotteswort den Armen zur Erbauung um einen geringen Preis in die Hände zu bringen sei, Halle 1710.
- Harmonie und Auslegung der heiligen vier Evangelisten, 9 Bde., Halle 1718.

## Briefe
- Peter Schicketanz (Hrsg.): Der Briefwechsel Carl Hildebrand von Cansteins mit August Hermann Francke. Berlin 1972 (Texte zur Geschichte des Pietismus, Abt. 3: August Hermann Franckes handschriftlicher Nachlass, Band 1); urn:nbn:de:gbv:ha33-1-6004.
- Philipp Jacob Spener: Schriften. Band 15: Korrespondenz. Teilband 1: Letzte theologische Bedencken und andere brieffliche Antworten 1711. Teil 1 und 2. Nebst einer Vorrede von Carl Hildebrand von Canstein. Nachdruck der Ausgabe Halle 1711. Eingeleitet von Dietrich Blaufuß und Peter Schicketanz. Olms-Verlag, Hildesheim u. a. 1987 (Digitalisat der Ausgabe Halle 1711).